# Ahmed Réda Chami
Pour les articles homonymes, voir Chami.
Ahmed Réda Chami, né le 16 mai 1961 à Casablanca, est un ingénieur et homme politique marocain affilié à l'Union socialiste des forces populaires (USFP). Il est ministre de l'Industrie, du Commerce et des Nouvelles technologies dans le gouvernement Abbas El Fassi entre 2007 et 2012 puis est l'ambassadeur du Maroc auprès de l'Union européenne entre 2016 et 2018. Le 3 décembre 2018, il est nommé par le roi Mohamed VI comme président du Conseil économique, social et environnemental.

## Biographie
Ahmed Réda Chami est titulaire d'un diplôme d'ingénieur des arts et manufactures de l'École centrale Paris en 1985. Il rentre ensuite au Maroc pour travailler chez Frumat (société agro-alimentaire) en tant qu'ingénieur de production.
En 1987, il s'envole à Los Angeles pour poursuivre ses études à la John E. Anderson Graduate School Of Management à l'UCLA, il obtient son MBA en 1989.
En revenant des États-Unis en 1989, il occupe plusieurs postes dont celui de directeur général de la Centrale laitière-Nord au Maroc entre 1989 et 1991. Puis il crée deux entreprises informatiques, Distrisoft et Omnidata.
Il accepte ensuite l'offre de Microsoft en occupant le poste de directeur général de la société en Afrique du Nord et de l'Ouest entre 1997 et 2001, puis directeur régional et président de Microsoft en Asie du Sud-Est, à Singapour entre 2001 et 2004.
En 2004, Ahmed Réda Chami s'installe définitivement au Maroc. En juillet 2005, il devient directeur général du groupe marocain Saham, où il est responsable des services centraux et est chargé des projets de développement du groupe et du suivi opérationnel de certaines filiales, notamment les assurances Saâda, Mondial Assistance Maroc et les filiales spécialisées dans les technologies de l'information.
Le 15 octobre 2007, il est nommé ministre de l'Industrie, du Commerce et des Nouvelles technologies dans le gouvernement Abbas El Fassi. 
Membre du conseil national de l'Union socialiste des forces populaires (USFP), il a participé activement à la préparation du programme économique de son parti lors de la campagne électorale des élections législatives de 2007. Il est également vice-président de l'ONG Zagoura, vice-président de Maroc 2020 et vice-président de l'association les Bonnes œuvres du cœur.
Lors des élections législatives de novembre 2011, il est élu député pour la circonscription de Fès-Sud dans la chambre basse marocaine.
Le 6 février 2016, Ahmed Réda Chami est nommé ambassadeur du Maroc auprès de l'Union européenne.
En décembre 2018, il succède à Nizar Baraka à la tête du Conseil économique, social et environnemental (CESE),.
En 2019, Ahmed Réda Chami est nommé par Mohammed VI membre de la Commission spéciale sur le modèle de développement dont le rapport rendu en 2021 a été sévèrement critiqué pour son parti pris pro-monarchie, pour son contenu servant à blanchir l'autoritarisme voir pour sa tentation autoritaire